# Bänderhabicht

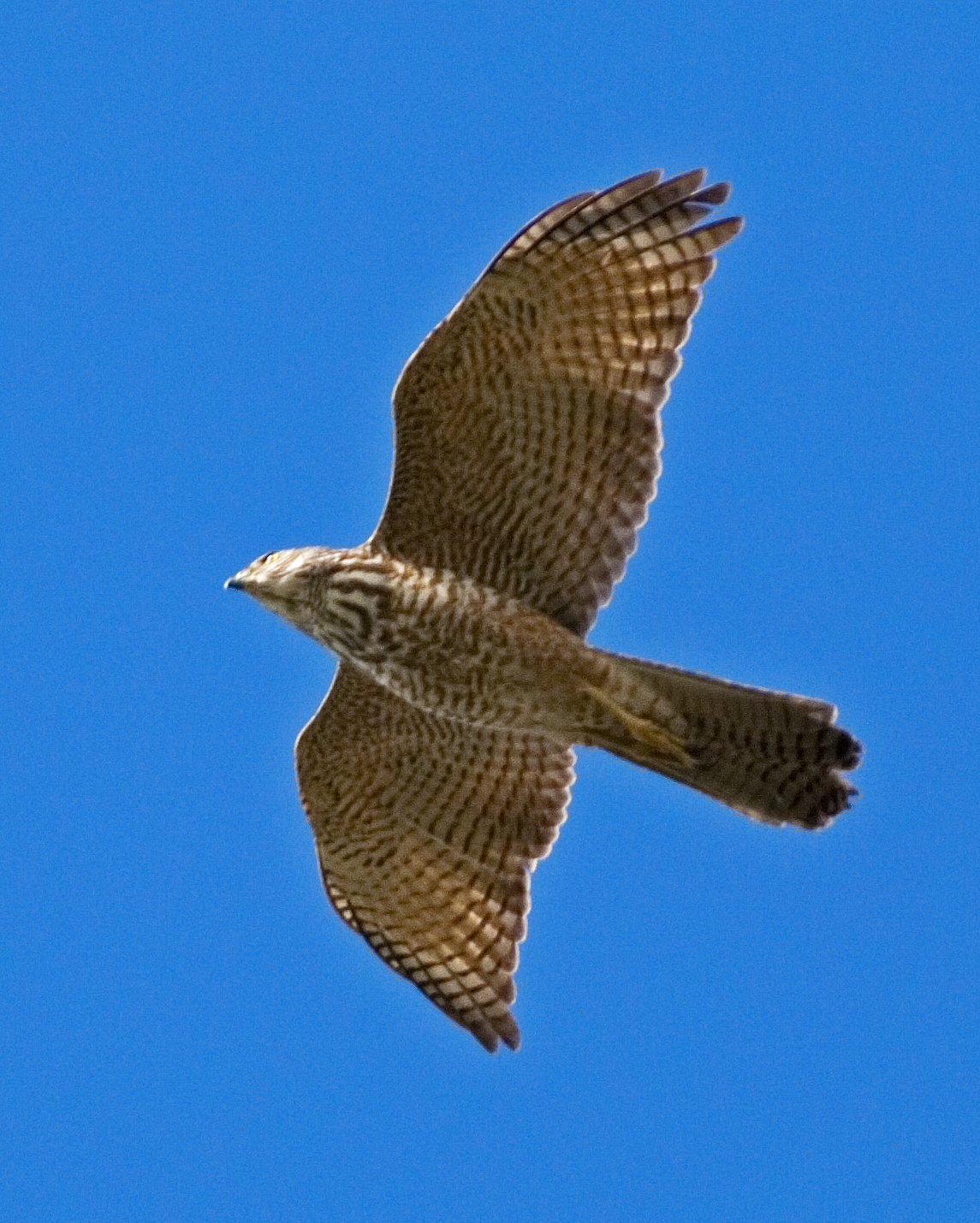
Ein noch nicht geschlechtsreifer Bänderhabicht, Tasmanien

Der Bänderhabicht (Tachyspiza fasciata, Syn.: Accipiter fasciatus) ist eine mittelgroße Greifvogelart aus der Familie der Habichtartigen, die in Neuguinea und Australien beheimatet ist. Die auffällige Art ernährt sich vorwiegend von Wirbeltieren und besiedelt offene Bereiche in subtropischen und tropischen Wäldern des Hügellands. Während der Brutzeit ist der Bänderhabicht scheu und lebt einzelgängerisch oder in Paaren.
Die IUCN stuft die Bestandssituation des Bänderhabichts als ungefährdet (least concern) ein. Es werden elf bis zwölf Unterarten unterschieden, die überwiegend Inselgruppen zwischen der malaiischen Halbinsel und Australien besiedeln.

## Merkmale
Die Nominatform des Bänderhabichts erreicht eine Körperlänge von 40 bis 50 Zentimeter und hat eine Spannweite von 75 bis 95 Zentimeter. Männchen wiegen durchschnittlich 370 Gramm, die Weibchen sind mit 570 Gramm deutlich schwerer. Zwischen den einzelnen Unterarten bestehen teils beträchtliche Größenunterschiede. Die Gestalt ist habichttypisch mit einem schlanken Rumpf, relativ kurzen und gerundeten Flügeln sowie einem im Verhältnis zur Körpergröße langen Schwanz. Die Beine und die Zehen sind gleichfalls relativ lang.

### Adulte Vögel
Die Körperoberseite und die Kopfseiten sind schiefergrau, bei den Weibchen ist der Farbton etwas bräunlicher. Im Nacken verläuft ein bräunliches Band, das Schwanzgefieder ist auf der Oberseite sehr fein bräunlich quergebändert. Die Körperunterseite ist rötlichbraun und weiß quergebändert. Das Kinn und die Kehle sind etwas blasser als die Kopfseiten und sind fein dunkelgrau gestrichelt. Das Schwanzgefieder ist auf der Unterseite silbergrau mit feinen dunklen Querbändern, die nur auf den äußeren Steuerfedern fehlen. Der Schnabel ist schwarz, die Wachshaut ist grüngelb. Die Iris ist gelb bis orangegelb.

### Jungvögel
Jungvögel sind dunkler und brauner als die adulten Vögel. Sie weisen eine deutlichere dunkle Querbänderung auf den Schwingen und dem Schwanzgefiedern auf. Der Kopf und der Hals sind weiß gestrichelt, über dem Auge verläuft ein weißer Überaugenstreif. Die Körperoberseite ist dunkelbraun, die einzelnen Federn sind rotbraun gesäumt. Die Grundfarbe der Körperunterseite ist weiß. Der Vorderhals und die Brust sind dunkel treppenförmig gefleckt, der Bauch ist quergebändert. Die Wachshaut ist wie bei den adulten Vögeln grüngelb, die Iris ist bei den Nestlingen zunächst braun und färbt sich dann in einen cremefarbenen Ton um, bevor die Jungvögel die gelbe Iris der adulten Vögel entwickeln.

## Verwechslungsmöglichkeiten
Der Bänderhabicht weist sehr große Ähnlichkeit mit dem Halsringsperber (Tachyspiza cirrocephalus) auf und ist bei Feldbeobachtungen nur anhand sehr weniger, geringfügiger Details von dieser Art zu unterscheiden. Der Halsringsperber ist grundsätzlich kleiner als der Bänderhabicht, allerdings sind über den Größenunterschied nur die Männchen des Halsringsperbers eindeutig zu identifizieren. Bei den Weibchen gibt es eine Überlappung in der Körpergröße. Eine Unterscheidung besteht beim Schwanzgefieder, dessen Ende beim Halsringsperber gerade, beim Bänderhabicht hingegen gerundet ist. Die Ähnlichkeit zwischen den Arten ist so ausgeprägt, dass die auf Rossel vorkommende Unterart A. f. rosselianus erst 2015 nicht mehr länger als eine Unterart des Halsringsperber, sondern als Unterart des Bänderhabicht eingeordnet wurde.

## Verbreitungsgebiet und Lebensraum
Das Verbreitungsgebiet des Bänderhabichts erstreckt sich von Buru, den Kleinen Sundainseln, Neukaledonien, Vanuatu, Neuguinea, Kiritimati, Rennell und Bellona bis nach Australien inklusive der Weihnachts- und Norfolkinsel. Auf der Weihnachtsinsel ist der Bänderhabicht jedoch ausgesprochen selten und auf der Norfolkinsel wurde er bislang nur einmal beobachtet.
Im Verbreitungsgebiet ist der Bänderhabicht ein Teilzieher und Standvogel. Die längste Wanderung wurde für ein als Nestling im Australian Capital Territory beringtes Männchen nachgewiesen, das 960 Kilometer weiter nordöstlich in Yetonga, Queensland wieder auf gefunden wurde. Die Mehrheit der Beringungsfunde weist zumindest für Australien darauf hin, dass Bänderhabichte nicht weiter als 100 Kilometer von ihrem Geburtsort wandern.
Der Lebensraum sind Savannen, Waldränder und ähnliche Habitate. Die Höhenverbreitung reicht auf Neuguinea von den Tiefebenen bis in Höhenlagen von 1950 Höhenmetern.

## Unterarten
Es werden die folgenden Unterarten unterschieden:

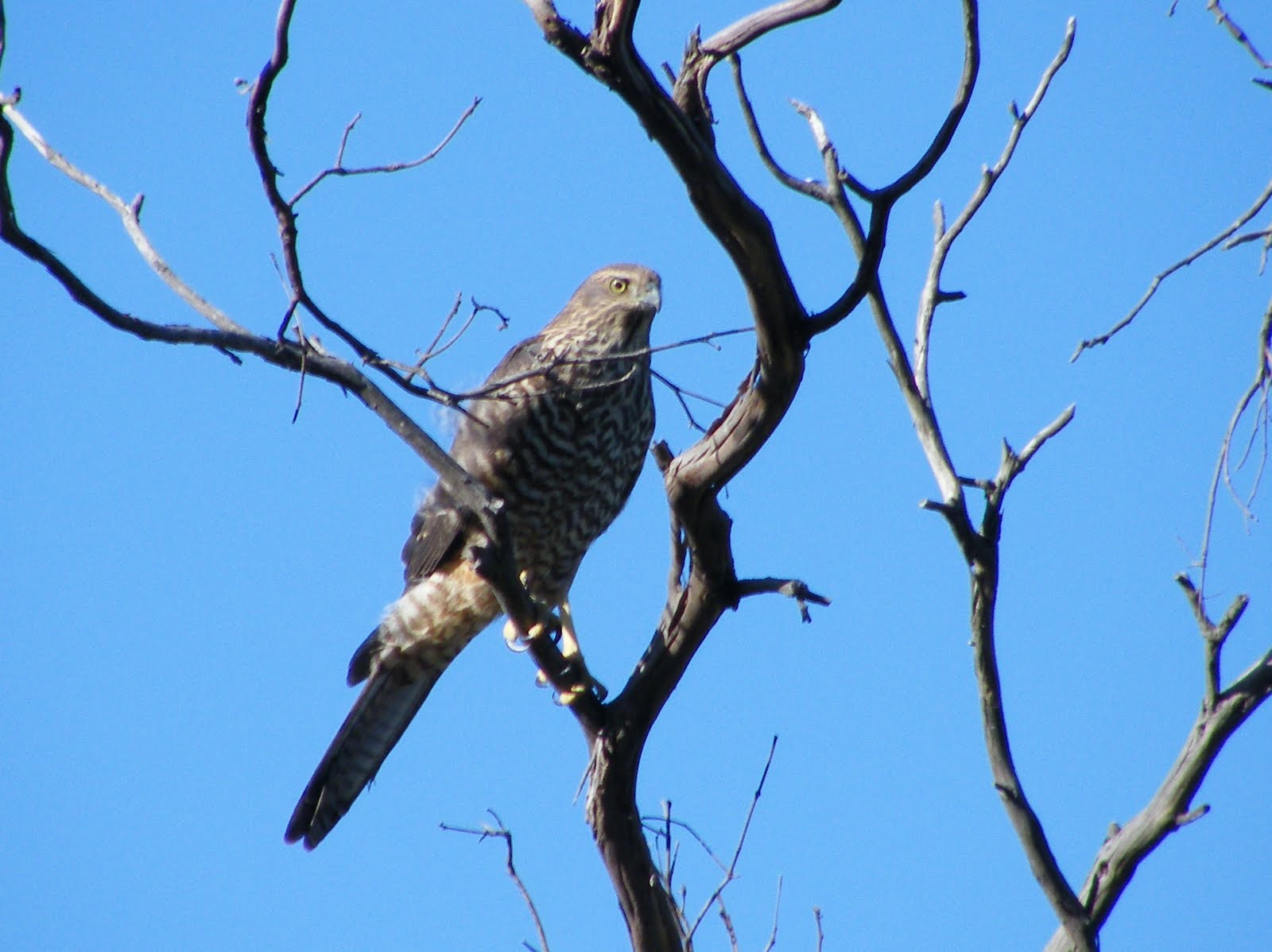
Bänderhabicht, Australien

- T. f. fasciata (Vigors & Horsfield, 1827). Nominatform. Vorkommen in Australien und auf Tasmanien sowie Inseln vor der Küste.
- T. f. buruensis Stresemann, 1914
- T. f. didimus (Mathews, 1912). Diese Unterart ist verglichen zur Nominatform sehr klein. Die Körperlänge beträgt 35 bis 45 Zentimeter, die Spannweite ist 70 bis 85 Zentimeter. Die Männchen wiegen 220 und die Weibchen 350 Gramm.[2] Vorkommen von der Insel Buru im Süden der Molukken bis in den Norden von Australien.
- T. f. dogwa Rand, 1941 – Vorkommen im Westen von Neuguinea, wo diese Unterart die Ebene des Fly, die Yos-Sudarso-Insel und Region um Merauke besiedelt.[5]
- T. f. helmayri Stresemann, 1922. Vorkommen auf Timor, Semau, Roti im Zentralgebiet der Kleinen Sundainseln.[1]
- Weihnachtsinsel-Bänderhabicht (A. f. natalis) – (Lister, 1889). Vorkommen ausschließlich auf der Weihnachtsinsel, wo er allerdings vergleichsweise selten ist.[6]
- T. f. polycryptus Rothschild & Hartert, E, 1915. Vorkommen im Osten von Neuguinea.[4]
- T. f. savu Mayr, 1941. Vorkommen auf Sawu im Süden der Kleinen Sundainseln.[1]
- T. f. stresemanni Rensch, 1931. Vorkommen auf kleinen Inseln zwischen Sulawesi und den Kleinen Sundainseln.[1]
- T. f. tjendanae Stresemann, 1925. Vorkommen auf Sumba im Südwesten der Kleinen Sundainseln.[1]
- T. f. vigilax (Wetmore, 1926). Vorkommen auf Vanuatu, Tanja, Anatom, Neukaledonien und den Loyalitätsinseln.
- T. f. wallacii (Sharpe, 1874). Vorkommen von den Kleinen Sundainseln bis nach Babar.[1]
- T. f. rosselianus Mayr, 1940 – Inselform auf Rossel, der östlichsten Insel des Louisiade-Archipels.[4]

## Nahrung
Der Bänderhabicht frisst überwiegend andere Vogelarten, dazu kleine Wirbeltiere, Reptilien, Amphibien, Wirbellose und gelegentlich auch Aas. Wirbellose spielen insbesondere bei den Jungvögeln nach dem Flüggewerden eine größere Rolle.
Weibchen schlagen Beutetiere, die bis zu 2 Kilogramm wiegen. Männchen schlagen Beutetiere bis zu einem Gewicht von 750 Gramm. Sie jagen überwiegend von Ansitzwarten aus.

## Fortpflanzung

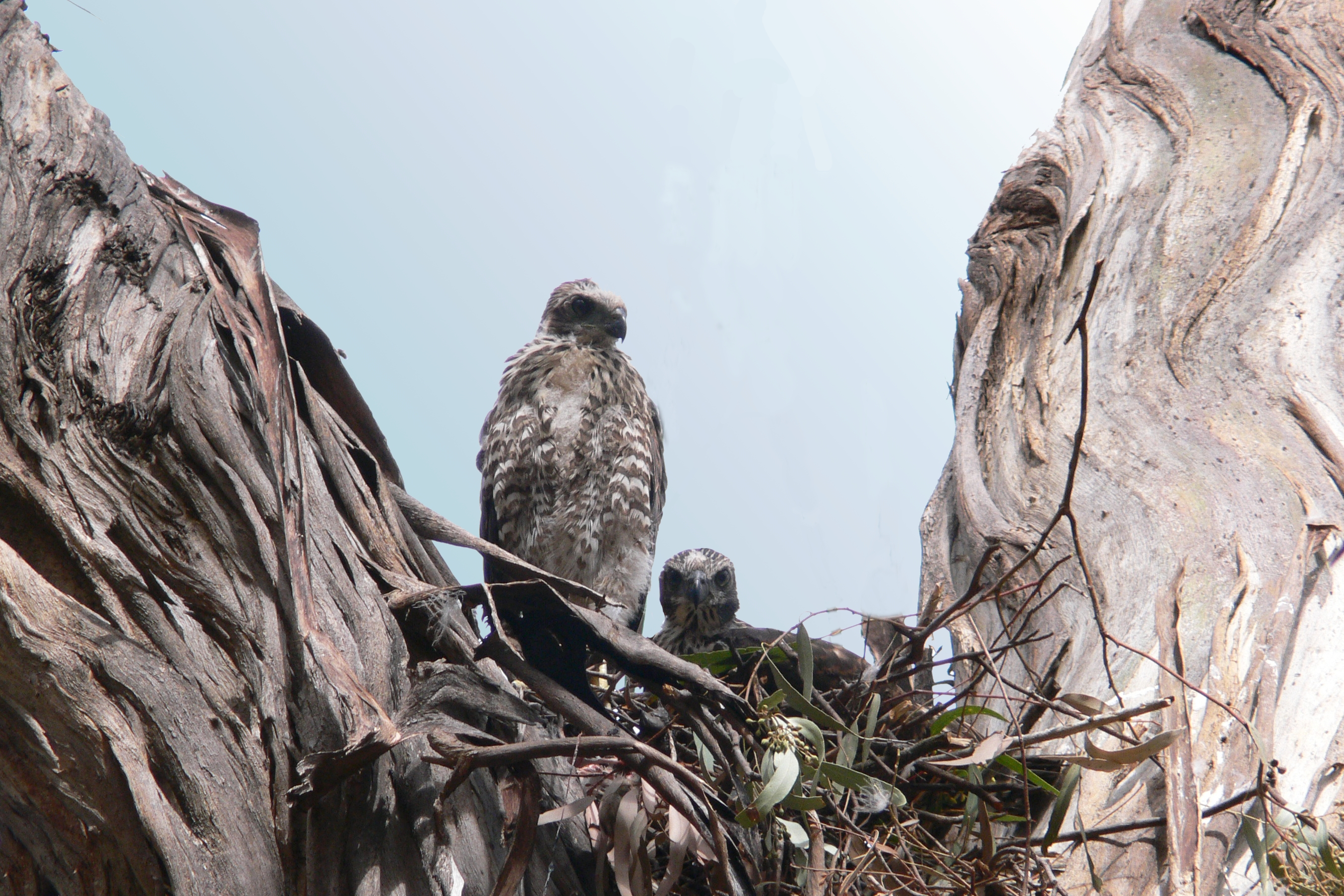
Nest des Bänderhabichts mit Jungvögeln

Der Bänderhabicht ist mit großer Sicherheit ein monogamer Vogel. Es gibt bislang jedoch keine Untersuchungen, wie lange die Paarbeziehung besteht. Verpaarte Vögel jagen in Ausnahmefällen auch gemeinsam und sind gemeinsam auch an Aas zu sehen.
Beide Elternvögel sind am Bau des Nests und an der Brut beteiligt, allerdings hat das Weibchen den deutlich größeren Anteil am Brutgeschäft. Das Männchen versorgt das Weibchen mit Nahrung, bis die Nestlinge mindestens 14 Tage alt sind. Erst ab dann beginnt das Weibchen wieder zu jagen.
Beide Elternvögel verteidigen ein Brutrevier in einem Umkreis von etwa 200 bis 300 Meter um das Nest. Der Mindestabstand zwischen einzelner Bänderhabichtnester zueinander liegt nach Beobachtungen im australischen Bundesstaat New South Wales bei etwa einem Kilometer. Es sind mehrfach Paare beobachtet worden, die das gleiche Brutrevier vier bis fünf Brutzeiten hintereinander verteidigten. Das Weibchen gilt dabei als die aggressivere Verteidigerin. Verteidigt wird das Nest unter anderem gegen Keilschwanzmilan, Keilschwanzadler, Wanderfalke und Kaninchenadler. In einem beobachteten Fall wurde ein Kaninchenadler mehr als einen Kilometer verfolgt, nachdem er in das Brutrevier eingedrungen war.
Das Nest wird nur sehr selten allein gelassen, wobei die Anwesenheit der Elternvögel mit zunehmender Brutzeit zunimmt. Das Gelege umfasst zwei bis vier Eier, typisch ist eine Gelegegröße von drei Eiern. Die Brut beginnt mit der Ablage des zweiten oder dritten Eis. Die Brutzeit beträgt durchschnittlich 30 Tage.

## Einzelbelege
1. 1 2 3 4 5 6 7  Handbook of the Birds of the World zum Bänderhabicht|, aufgerufen am 1. Mai 2017
2. 1 2   Higgins (Hrsg.): Handbook of Australian, New Zealand & Antarctic Birds. Band 2, S. 134.
3. 1 2   Higgins (Hrsg.): Handbook of Australian, New Zealand & Antarctic Birds. Band 2, S. 135.
4. 1 2 3 4   Beehler & Pratt: Birds of New Guinea. S. 211.
5. 1 2 3   Beehler & Pratt: Birds of New Guinea. S. 210.
6. 1 2 3   Higgins (Hrsg.): Handbook of Australian, New Zealand & Antarctic Birds. Band 2, S. 136.
7. 1 2   Higgins (Hrsg.): Handbook of Australian, New Zealand & Antarctic Birds. Band 2, S. 137.
8. ↑  Biolib.cz
9. ↑   Higgins (Hrsg.): Handbook of Australian, New Zealand & Antarctic Birds. Band 2, S. 138.
10. 1 2 3 4   Higgins (Hrsg.): Handbook of Australian, New Zealand & Antarctic Birds. Band 2, S. 140.
11. ↑   Higgins (Hrsg.): Handbook of Australian, New Zealand & Antarctic Birds. Band 2, S. 141.
12. ↑   Higgins (Hrsg.): Handbook of Australian, New Zealand & Antarctic Birds. Band 2, S. 144.